# 2002년 동계 올림픽 피겨스케이팅 남자 싱글

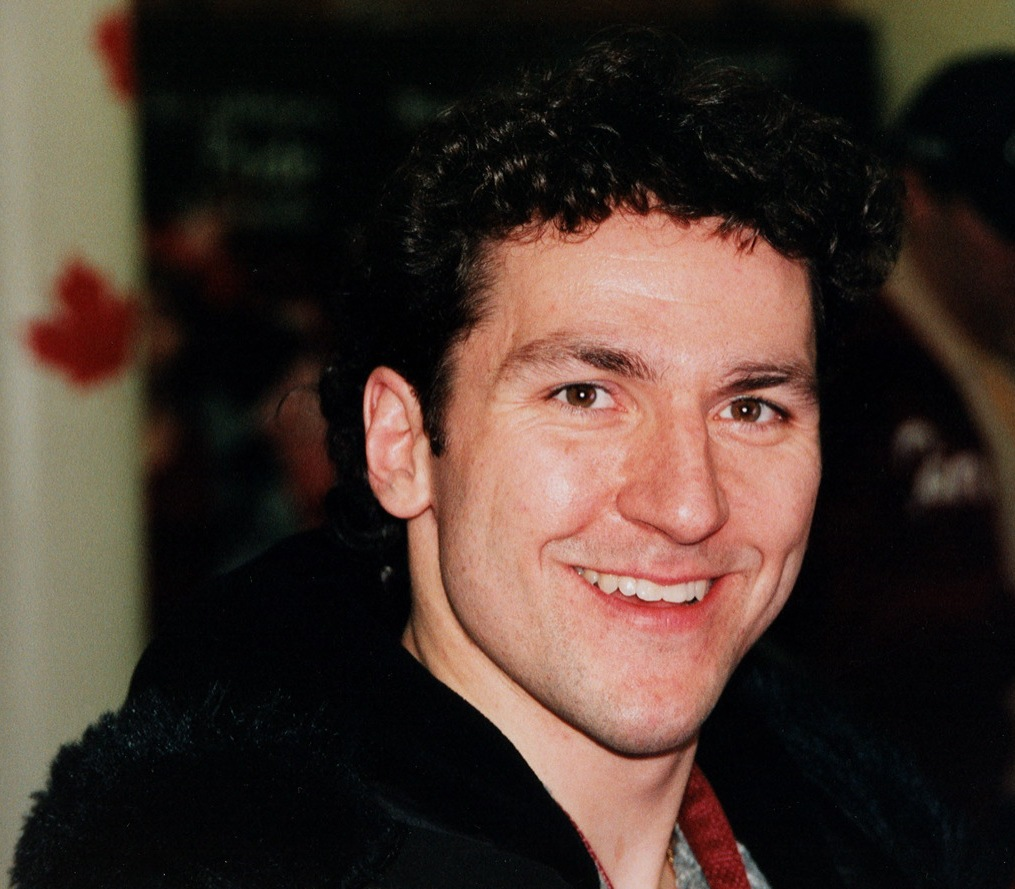

2002년 동계 올림픽 피겨스케이팅 남자 싱글 경기는 2002년 2월 13일부터 2월 14일까지 비빈트 스마트홈 아레나에서 열렸다.

## 경기 결과
메달은 2002년 2월 14일 목요일에 수여되었다.
야구딘은 월드 챔피언인 플루셴코가 쇼트 프로그램과 프리 스케이팅에서 몇차례 실수를 저지른 이후, 프리스케이팅에서 5.9와 6.0을 받았다.
| 순위                               | 선수                | 국적           | 점수 | SP | FS |
| ---------------------------------- | ------------------- | -------------- | ---- | -- | -- |
| 1                                  | 알렉세이 야구딘     | 러시아         | 1.5  | 1  | 1  |
| 2                                  | 예브게니 플루셴코   | 러시아         | 4.0  | 4  | 2  |
| 3                                  | 티모시 고벨         | 미국           | 4.5  | 3  | 3  |
| 4                                  | 혼다 다케시         | 일본           | 5.0  | 2  | 4  |
| 5                                  | 알렉산데르 아브트   | 러시아         | 7.5  | 5  | 5  |
| 6                                  | 토드 엘드레지       | 미국           | 10.5 | 9  | 6  |
| 7                                  | 마이클 웨이스       | 미국           | 11.0 | 8  | 7  |
| 8                                  | 엘비스 스토이코     | 캐나다         | 11.5 | 7  | 8  |
| 9                                  | 리첸지앙            | 중화인민공화국 | 12.0 | 6  | 9  |
| 10                                 | 앤서니 리우         | 오스트레일리아 | 15.0 | 10 | 10 |
| 11                                 | 프레데리크 담비르   | 프랑스         | 16.5 | 11 | 11 |
| 12                                 | 케빈 반데르 페렌    | 벨기에         | 19.5 | 13 | 13 |
| 13                                 | 이반 디네프         | 불가리아       | 20.0 | 12 | 14 |
| 14                                 | 브라이언 주베르     | 프랑스         | 20.5 | 17 | 12 |
| 15                                 | 스테판 랑비엘       | 스위스         | 24.0 | 16 | 16 |
| 16                                 | 장민                | 중화인민공화국 | 24.5 | 19 | 15 |
| 17                                 | 바흐탕 무르바니제   | 조지아         | 26.0 | 18 | 17 |
| 18                                 | 드미트리 드미트렌코 | 우크라이나     | 28.5 | 21 | 18 |
| 19                                 | 로만 스코르니아코프 | 우즈베키스탄   | 29.0 | 20 | 19 |
| 20                                 | 리윤페이            | 중화인민공화국 | 30.0 | 14 | 23 |
| 21                                 | 세르게이 다비도프   | 벨라루스       | 31.5 | 15 | 24 |
| 22                                 | 타케우시 요스케     | 일본           | 32.0 | 24 | 20 |
| 23                                 | 게오르게 치페르     | 루마니아       | 32.5 | 23 | 21 |
| 24                                 | 세르게이 릴로프     | 아제르바이잔   | 33.0 | 22 | 22 |
| 프리 스케이팅에 진출하지 못한 선수 |                     |                |      |    |    |
| 25                                 | 토트 졸탄           | 헝가리         |      | 25 |    |
| 26                                 | 안겔로 돌피니       | 이탈리아       |      | 26 |    |
| 27                                 | 마르구스 헤르니츠   | 에스토니아     |      | 27 |    |
| 28                                 | 이규현              | 대한민국       |      | 28 |    |
| WD                                 | 에마누엘 샌드후     | 캐나다         |      |    |    |